# Инисволд (Луизијана)
Инисволд (енгл. Inniswold) насељено је место без административног статуса у америчкој савезној држави Луизијана.

## Демографија
По попису из 2010. године број становника је 6.180, што је 1.236 (25,0%) становника више него 2000. године.
| Група             | 2000.         | 2010.         |
| Белци             | 3.924 (79,4%) | 4.505 (72,9%) |
| Афроамериканци    | 754 (15,3%)   | 1.161 (18,8%) |
| Азијати           | 114 (2,3%)    | 202 (3,3%)    |
| Хиспаноамериканци | 107 (2,2%)    | 205 (3,3%)    |
| Укупно            | 4.944         | 6.180         |